# Samoiede (gos)
El samoiede és una raça de gos, criat a Sibèria pel poble samoiede, on és utilitzat com a animal de tir, de companyia, o com a gos d’atura, de 48 a 60 cm i pèl llarg i abundós de color blanc o beix. És molt dòcil i resisteix a les baixes temperatures.

## Història i origen de la raça
Els samoiedes eren una tribu nòmada que practicava la ramaderia de rens i usava aquests gossos com pastors i per a donar un xic de calor a les barraques, encara que moltes vegades dormien en l'exterior sobre la neu. El zoòleg Ernest Kilburn Scott el va portar a Gran Bretanya des de Sibèria el 1889. El primer estandard es va redactar a Anglaterra el 1909. El samoiede, o smiling Sammy com se'l sol anomenar en anglès, és un meravellós gos del llinatge dels spitz, que demostra gran resistència i longevitat i que ha estat utilitzat en expedicions a l'Àrtida.

## Descripció
Cap ample; ulls ametllats i foscos; orelles gruixudes, no molt grans i lleugerament arrodonides en les seves puntes; esquena de longitud mitjana; cua llarga i profusa que sol dur doblegada cap al dors. El pelatge és de blanc pur a blanc crema o crema; la capa externa és argentat en les puntes. La capa externa és llarga, llisa i aspra però no de textura dura, amb una capa oculta suau, curta i espessa. Les femelles tenen una alçada de 50-56 cm, mascles 53-56 cm. Pesen entre 23 i 30 kg.

## Cures
Han de ser ensinistrats amb fermesa i paciència. El seu bell pelatge blanc requereix una cura intensa, sobretot en els joves i a l'època de muda (en cas contrari bastarà amb raspallar-los una vegada a la setmana). Si estan mullats o bruts és menester recompondre'ls el més ràpid possible perquè el pèl no sofreixi massa. Necessiten grans espais per a córrer i fer exercici. La gruixuda capa de pèl necessita raspallats i pentinats periòdics.

## Temperament
Fidel i bo amb els nens, qualitats que li confereixen el do de ser una obedient mascota. El samoiede és intel·ligent, atent, emprenedor i afectuós. L'espai li resulta indispensable i necessita fer molt d'exercici. És fort i resisteix bé els canvis de clima. Respon vivament a les mostres d'afecte.
Són bons gossos de companyia, molt estesos per la seva bellesa. Poden participar també en proves esportives de tir de trineu. No és pas un bon gos de guardia.